# Pilar, Paraguay
Pilar este un oraș din departamentul Ñeembucú, Paraguay.